# Аллегейни (округ, Северная Каролина)
Аллеге́йни (англ. Alleghany County) — округ в штате Северная Каролина, США. По данным переписи 2010 года, численность населения составила 11 155 человек. Окружным центром является город Спарта.

## История
Округ был образован в 1859 году из восточной части округа Аш (Северная Каролина).

## Закон и правительство
Округ Аллегейни является членом Высшего Государственного Совета Правительств.

## География
По данным Бюро переписи населения США, округ имеет общую площадь 610 км², из которых 610 км² занимает суша и 2,6 км² вода. В окружном центре Спарта средняя температура июля составляет 19,9 °С со средним максимумом 26,5 °С, средняя температура января — −1,3 °С со средним минимумом −7,5 °С. Округ Аллегейни расположен в северо-западной части Северной Каролины и на севере граничит со штатом Виргиния.

### Соседние округа
- Округ Грейсон (Виргиния) — север
- Округ Сарри (Северная Каролина) — восток
- Округ Уилкс (Северная Каролина) — юг
- Округ Аш (Северная Каролина) — запад

### Дороги
- — US 21
- — US 221
- — NC 18
- — NC 88
- — NC 93
- — NC 113

### Национальная охраняемая территория
- Blue Ridge Parkway (часть)

## Демография
По данным переписи 2000 года, насчитывалось 10 677 человек, 4 593 домашних хозяйства и 3 169 семей, проживающих в округе. Средняя плотность населения составляла 18 чел./км². Расовый состав округа: 95,69 % белых, 1,23 % афроамериканцев, 0,26 % коренных американцев, 0,20 % азиатов, 0,01 % жителей тихоокеанских островов, 1,75 % других рас и 0,86 % двух и более рас. 4,96 % составляли испанцы или латиноамериканцы.
Из 4 593 семей 24,80 % имели детей в возрасте до 18 лет, проживающих с ними, 58,30 % супружеских пар, 7,50 % женщин, проживающих без мужей и 31,00 % не имеющих семьи. 27,80 % всех домохозяйств составляли отдельные лица и 14,00 % лица в возрасте 65 лет и старше.
Возрастной состав округа: 19,40 % в возрасте до 18 лет, 7,40 % от 18 до 24 лет, 26,30 % от 25 до 44 лет, 27,70 % от 45 до 64 лет и 19,20 % в возрасте 65 лет и старше. Средний возраст составил 43 года.
Средний доход на домашнее хозяйство в округе составил $29.244, а средний доход на семью $38,473. Мужчины имели средний доход $25.462, а женщины $18.851. Доход на душу населения в округе составил $17.691. Около 11,30 % семей и 17,20 % населения были ниже черты бедности, в том числе 20,80 % из них моложе 18 лет и 25,00 % в возрасте 65 лет и старше.

## Населённые пункты

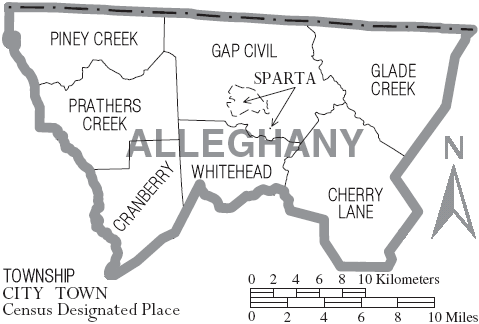
Карта округа Аллегейни (Северная Каролина) с указанием городских муниципалитетов и районов

### Города
- Спарта

### Тауншипы
Округ делится на семь тауншипов: Черри-Лейн, Кранберри, Гап-Сивил, Глейд-Крик, Пайни-Крик, Пратерс-Крик и Уайтхед.

### Невключённые общины
- Черри-Лейн
- Глейд-Валли
- Лорел-Спрингс
- Пайни-Крик
- Роринг-Гап
- Скотвилл
- Туин-Окс